# Wintrebertia nigromaculata
Wintrebertia nigromaculata är en insektsart som beskrevs av Marius Descamps 1971. Wintrebertia nigromaculata ingår i släktet Wintrebertia och familjen Euschmidtiidae. Inga underarter finns listade i Catalogue of Life.